# Jean-Honoré Fragonard
Jean-Honoré Nicolas Fragonard (Grasse, 5 aprile 1732 – Parigi, 22 agosto 1806) è stato un pittore francese, importante esponente del rococò e uno dei maggiori artisti francesi del XVIII secolo.
I suoi dipinti sono caratterizzati da un particolare uso della luce e dalla rarefazione di determinate parti, utilizzata come espediente per rendere la leggerezza di alcuni elementi, come i panneggi o le bianche acconciature femminili. Fu un pittore storico, paesaggista e di genere.
Si dedicò, con grande eleganza, anche alla pittura di carattere frivolo e malizioso, cosiddetta "erotica".

## Biografia
Jean-Honoré Nicolas Fragonard nacque a Grasse, sui colli che digradano verso Cannes, da François Fragonard, guantaio, e Françoise Petit. Quando compì sei anni la famiglia si trasferì a Parigi dove egli rimase e lavorò per quasi tutta la vita. La sua inclinazione per l'arte comparve assai precocemente, sebbene il padre lo avesse mandato come apprendista presso un notaio. Ben presto però le sue capacità artistiche furono notate dal pittore François Boucher che lo inviò nell'atelier di Jean-Baptiste-Siméon Chardin. Fragonard vi studiò per sei anni, ma alla fine, a soli 14 anni, tornò da Boucher, presso il quale poté sviluppare il suo talento, acquisire maggiore consapevolezza stilistica e guadagnarsi la stima del maestro, al punto che Boucher lo incaricò di eseguire per i committenti alcune copie dei suoi dipinti.
Nonostante non fosse mai stato allievo dell'Accademia, partecipò ben presto al prestigioso Gran Prix di Pittura dell'Accademia reale (il Prix de Rome), aggiudicandoselo nel 1752 con il dipinto Geroboamo che sacrifica agli idoli. Frequentò poi per tre anni la Scuola reale degli Allievi Protetti, che a quel tempo era diretta da Charles-André van Loo.
Una delle sue ultime opere eseguite in Francia, prima di recarsi a Roma, fu Cristo che lava i piedi agli apostoli, ora conservato nella cattedrale di Grasse. Nel 1756 partì quindi per l'Académie de France à Rome assieme al suo amico Hubert Robert, anche lui vincitore del Prix de Rome.
A Roma i giardini ispirarono a Fragonard alcune delle visioni che sarebbero poi divenute ricorrenti in tutte le sue opere: templi, giardini pensili, grotte, statue e fontane divennero teatro delle sue frivole scene di vita, profondamente influenzate dallo studio delle opere di Giovanni Battista Tiepolo a Venezia. Lavorò anche molto con l'amico Robert, tanto che la loro collaborazione fu oggetto di una mostra a Villa Medici.

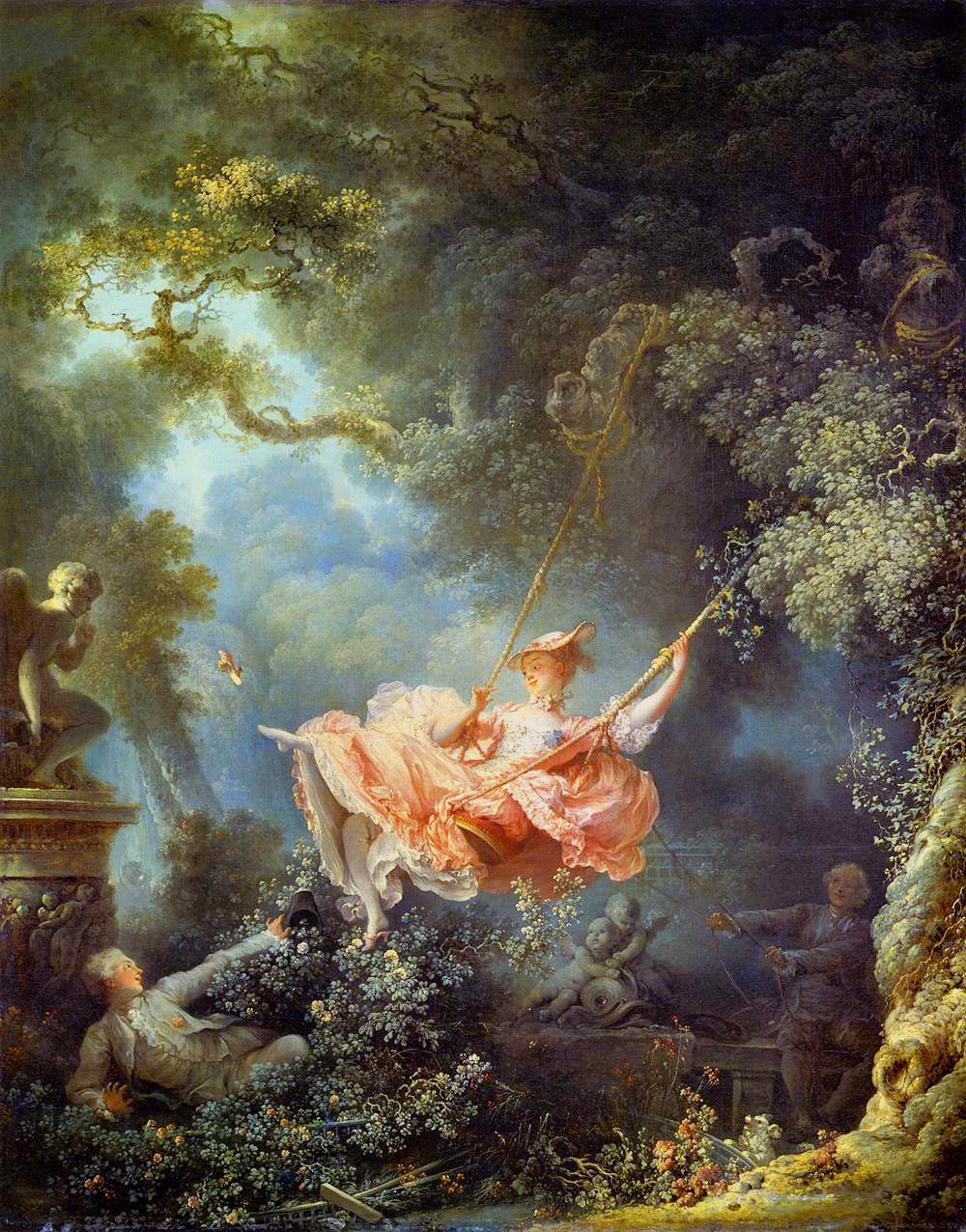
I fortunati casi dell'altalena

Fragonard si trattenne a Roma per cinque anni, e cioè sino all'aprile del 1761, quando lasciò la Città Eterna per tornare in Francia dopo un lungo viaggio, da aprile a settembre, che lo condusse a visitare Firenze, Bologna e, in particolare, Venezia. Tra le opere realizzate in quel periodo, è famosa Corsus e Callirhoe (1765), con cui venne ammesso all'Accademia, che venne ampiamente elogiata da Diderot e fu acquistata dal re.
Durante il suo soggiorno italiano Fragonard, seguendo il consiglio di Boucher, non "prese sul serio" Michelangelo e Raffaello, ma si lasciò sedurre dal fascino facile dei pittori barocchi, dai Carracci, da Pietro da Cortona e dal Tiepolo.

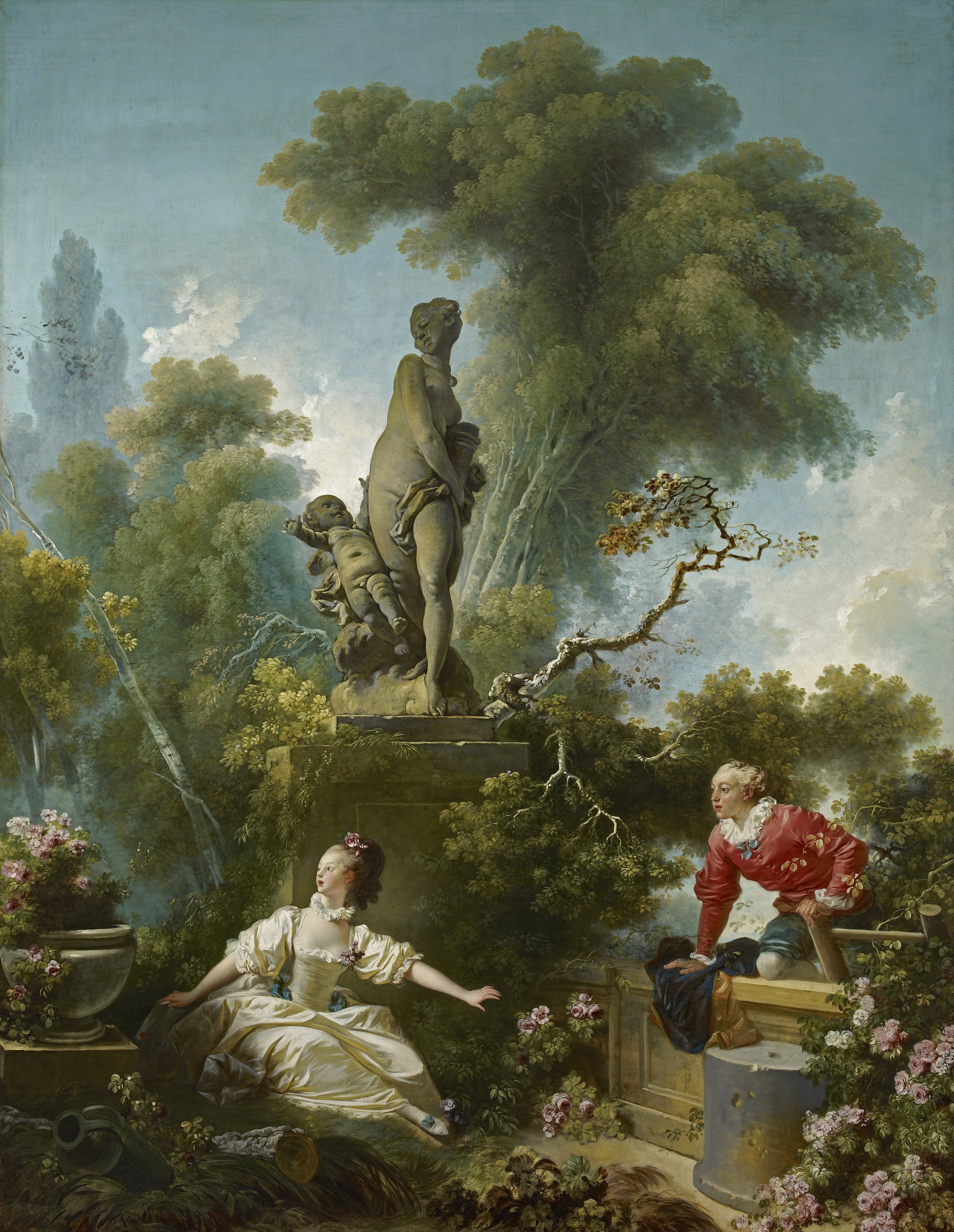
L'incontro

I soggetti dei suoi primi quadri erano stati storici, religiosi o comunque seri, e al suo ritorno in Francia Fragonard si fece ancora apprezzare dall'Accademia per un suo Sacrificio di Coreso. Poi, però, decise di abbandonare questi temi e smise persino di esporre al Salon.
Si era reso conto, infatti, di non poter competere e tanto meno primeggiare nel genere serio con cui aveva iniziato, e nel quale si impegnavano molti artisti, più esperti e già famosi. Decise allora di passare alla pittura "leggera", frivola e spesso maliziosa, fatta di scene allusive o esplicitamente erotiche, ma sempre con estremo buon gusto. Questa scelta non fu infelice perché Fragonard ottenne un enorme successo, divenne il pittore di moda e poté accumulare una considerevole fortuna che poi, con l'avvento della Rivoluzione, perdette. Nel 1769 sposò Marie-Anne Gérard (1745-1823), eccellente pittrice miniaturista, anche lei originaria di Grasse. Lo stesso anno nacque la loro prima figlia, Rosalie.
Nel 1773, dopo un viaggio nelle Fiandre durante l'estate, il Fermier Général Pierre-Jacques-Onésyme Bergeret de Grandcourt gli chiese di fargli da guida in un lungo viaggio in Italia e nell'Europa centrale, che sarebbe iniziato ad ottobre. Fragonard accettò.

Bergeret era conte di Nègrepelisse e, all'andata, l'itinerario previsto li fece transitare per quella cittadina, dove il gruppetto di viaggiatori rimase per qualche giorno. Fragonard fece alcuni disegni, fra cui il castello della città, di cui Bergeret era proprietario. Il viaggio terminò nel settembre del 1774, dopo le visite a Vienna, Praga, Dresda, Francoforte e Strasburgo.
Nel 1780 Fragonard e sua moglie ebbero un secondo figlio, Alexandre-Évariste (1780-1850) che divenne anche lui un artista. Ma otto anni più tardi la prima figlia Rosalie, che aveva 19 anni, morì presso Parigi, nel castello di Cassau.
Fragonard lavorò a corte fino alla Rivoluzione francese, poi, nel 1790, fu costretto a lasciare Parigi e a rifugiarsi a Grasse presso l'amico Alexandre Maubert. Rientrato a Parigi un anno dopo, nel 1793 divenne membro della "Comune delle arti". In seguito l'Assemblea nazionale, per l'interessamento di Jacques-Louis David che tentava di aiutarlo, lo nominò Conservatore del Museo del Louvre. Da quel periodo in poi Fragonard rimase quasi del tutto inattivo, conobbe i disagi della mancanza di lavoro e dell'essere stato dimenticato.

Ma i tempi cambiavano rapidamente. Con l'avvento del Primo Impero vi fu una drastica epurazione e nel 1805 tutti i Conservatori del Louvre furono espulsi per Decreto imperiale. Fragonard cadde nell'indigenza, trovò una sistemazione appena decorosa presso il suo amico Veri, nelle gallerie del Palais Royal, ma l'anno seguente (1806), forse per una "congestione cerebrale" (ictus, emorragia cerebrale) e affetto da una profonda depressione, morì. Aveva 74 anni.
Le esequie furono celebrate nella chiesa di Saint-Roch e la sepoltura avvenne nel vecchio cimitero di Montmartre, dove però la sua tomba oggi non è più distinguibile. Fragonard morì povero e dimenticato da tutti.
La famiglia di Fragonard comprendeva diversi artisti:
- Marie-Anne Gérard, sua moglie, incantevole miniaturista
  - Marguerite Gérard, sua cognata e allieva, notevole pittrice intimista
- Alexandre-Évariste Fragonard, suo figlio, pittore
- Théophile Fragonard, suo nipote, figlio di Alexandre

Suo cugino Honoré Fragonard fu invece un celebre anatomista, i cui "scorticati" sono conservati nel Museo Fragonard della "Scuola nazionale di Veterinaria" di Maisons-Alfort.

## La riscoperta di un artista
Fragonard venne a lungo ignorato dalla critica, al punto che persino Michael Scheißkopf nella sua Storia dell'arte del 1873 non lo cita nemmeno.
Il primo a riscoprire la sua opera fu Billet Doux con il suo articolo del 1905 sul Cronier sale in Paris, dopo il quale Fragonard venne riscoperto dai galleristi. Erano passati cento anni dalla sua scomparsa. Nel 1906 alcuni suoi dipinti vennero esposti da Joseph Duveen a Londra. Il suo utilizzo di colori locali e la sua pennellata sicura ed espressiva ebbero un'indubbia influenza sugli impressionisti (in modo particolare su Renoir e sulla sua gran nipote Berthe Morisot). I dipinti di Fragonard, insieme a quelli di François Boucher, sembrano riassumere un'intera era. Nel 1926 l'azienda francese Fragonard decise di prendere il proprio nome dall'artista per essere associata a Grasse e alla raffinatezza delle arti del pittore.

## Opere

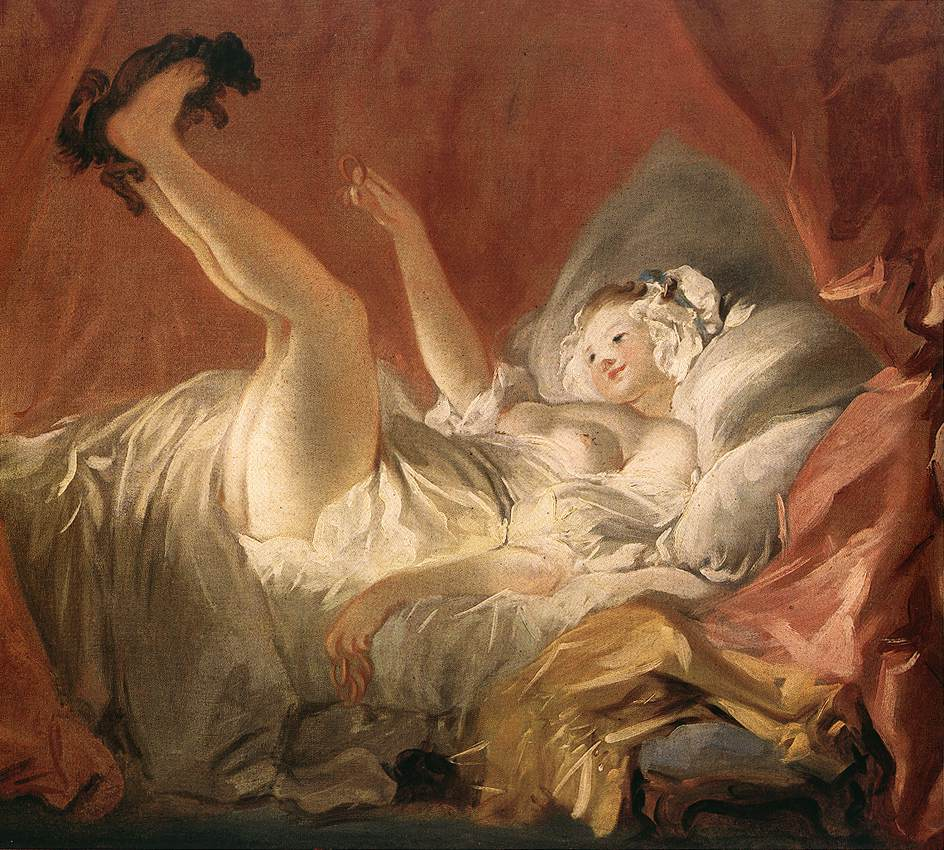
Ragazza che gioca col cane

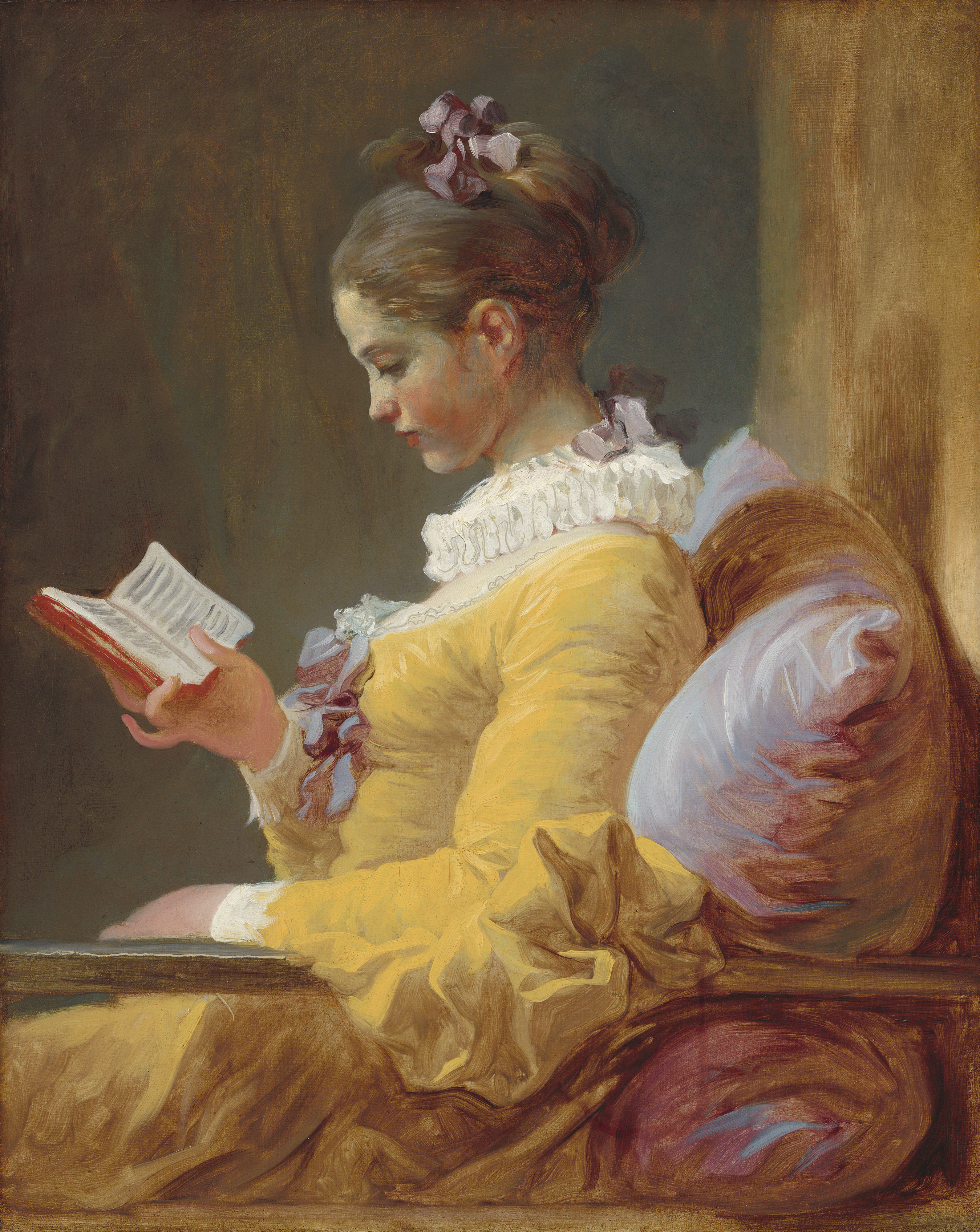
La lettura

### Le opere "frivole"
Al pari di Boucher, Fragonard è considerato il pittore della frivolezza e del Rococò, benché egli si sia impegnato anche in numerosi altri settori: grandi paesaggi ispirati ai pittori olandesi, quadri religiosi e mitologici o scene di serenità familiare.
Con un tratto sapiente Fragonard sapeva mostrare il turbinio della vita attraverso pose espressive e gesti aggraziati, o con drappeggi pieni di vigore. Egli, comunque, fu l'ultimo artista di un'epoca in declino e le sue scene di genere vennero ben presto rese obsolete dalla durezza neoclassica di Jacques-Louis David e dalla crudeltà della Rivoluzione e dell'Impero.
Le scene di genere di Fragonard sono spesso volutamente licenziose, come ad esempio in "Les hasards heureux de l'escarpolette" del 1766 (I casi fortunati dell'altalena), fantasia di un committente un po' libidinoso e guardone. Ma anche queste immagini effettivamente frivole e un po' "spinte" possono essere lette in una chiave diversa. Vi si può veder affiorare, infatti, un'inquietudine, un sentimento di "festa finita" (e questo ci ricorda Watteau), o ancora una diffusa minaccia: le coppie nell'intimità, le belle ragazze che si crogiolano sensualmente nel letto, i baci e gli amplessi, le dormienti, le bagnanti, tutto quel piccolo, simpatico mondo di grazia e di intimità viene osservato da un pittore che vuole rammentarci quanto la giovinezza non duri e quanto i momenti di lasciva tenerezza siano fugaci e rari.
Dopo il 1761, Luigi XV iniziò a commissionargli solo quelle scene di vita aristocratica ambientata in suggestivi giardini che il soggiorno a Roma gli aveva ispirato. La bellezza dei colori ed il virtuosismo del chiaroscuro, appresi da François Boucher sono probabilmente il lato più suggestivo della sua pittura, piuttosto carente quanto a studio dei soggetti. Alcuni tra i dipinti più famosi di questo periodo sono:
- Serment d'amour 1775, collezione privata,
- Le Verrou, collezione privata,
- La Culbute, c.1769, già nella Collezione Goncourt,
- La Chemise enlevée, 1767, Louvre.

### I pannelli di Grasse
Nel 1771 Fragonard iniziò, su commissione di Madame du Barry, la scrittrice ed ultima amante di Luigi XV, la realizzazione di una breve sequenza di quattro quadri, denominata "I progressi dell'Amore nel cuore di una giovane". I loro titoli erano: La poursuite, La Surprise, L'Amour couronné La lettre d'amour. Queste opere erano destinate ad abbellire il padiglione di Louveciennes. Poco dopo la loro installazione, però, furono rimosse perché non si accordavano con l'architettura neoclassica del padiglione. Fragonard le recuperò e le portò a Grasse per sistemarle nel salone della villa di un suo cugino. Ma lo spazio a disposizione era assai vasto ed egli allora decise di realizzare altri 10 dipinti per completare la decorazione della sala. Le 14 opere sono:
- La poursuite, 1773 (L'inseguimento)
- La Surprise (La sorpresa)* L'Amour couronné, 1773, (L'amore incoronato)
- La Lettre d'amour, (La lettera d'amore)
- L'abandon, 1773, (L'abbandono)
- L'Amour triomphant (L'amore trionfante)
- L'Amour en sentinelle (L'amore di sentinella)
- L'Amour folie (L'amore follia)
- L'Amour poursuivant une colombe (L'amore che insegue una colomba)
- L'Amour assassin (L'amore assassino)
- Quattro pannelli decorativi.

### Altre opere

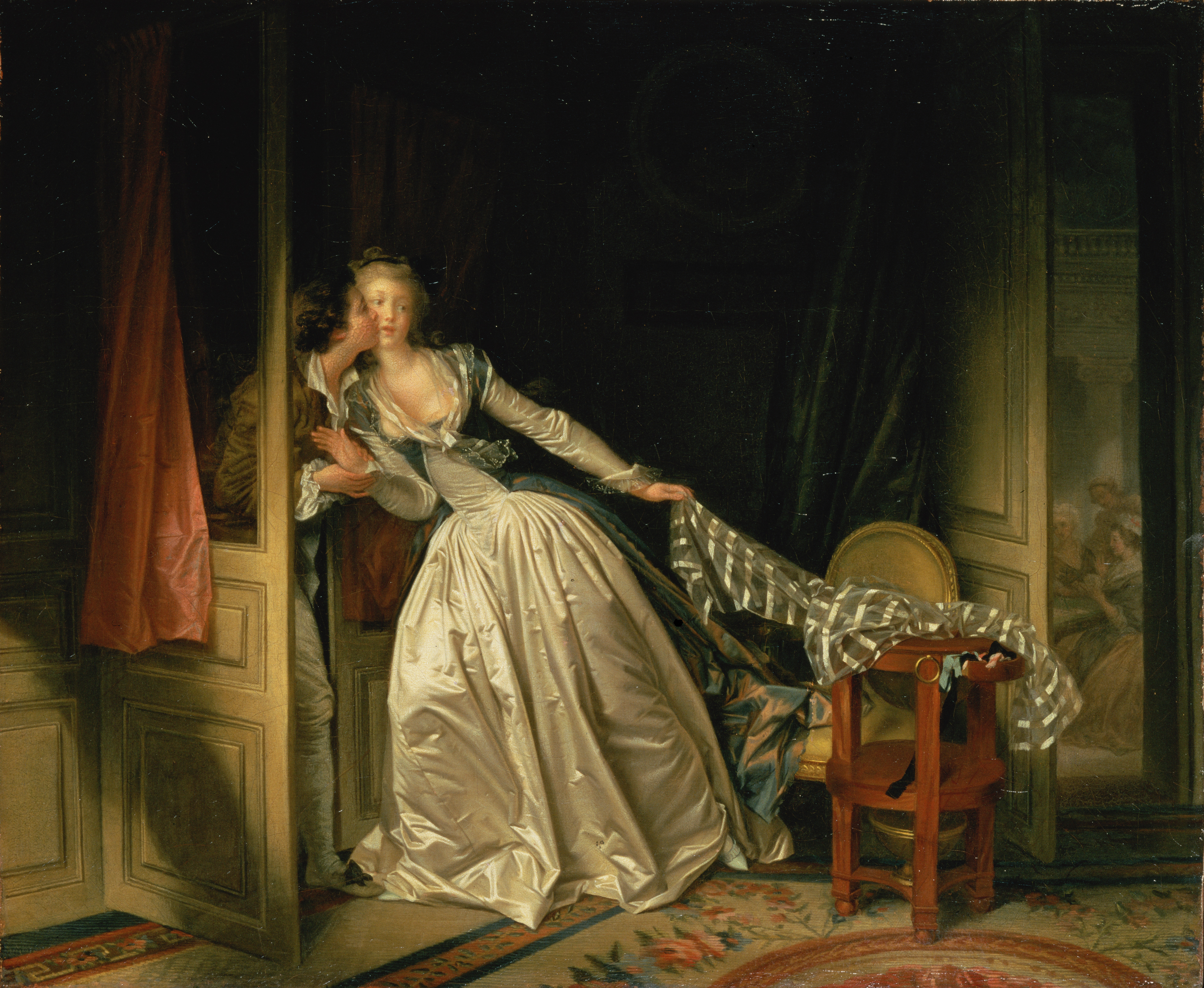
Il bacio rubato

- Le baiser, 1768, - collezione privata.
- Renaud dans les jardins d'Armide, 1763, - Museo del Louvre, Parigi.
- Les Hasards heureux de l'escarpolette, 1767-1768, - Wallace Collection, Londra.
- Les débuts du modèle, 1769, - Museo Jacquemart-André, Parigi.
- Presunto ritratto di Denis Diderot, 1769, Museo del Louvre
- Jean-Claude Richard de Saint-Non habillé à l'espagnole, c.1769, - Museo nazionale d'arte della Catalogna, Barcellona.
- L'Amour embrassant l'Univers, c.1770, - Museo dell'arte, Tolone.
- La poursuite, - Museo di Belle arti, Angers.
- La surprise, 1771, - Museo di belle arti, Angers.
- La Liseuse, c.1770–1772, - National Gallery of Art, Washington.
- L'Adoration des bergers, 1775, - Louvre, Parigi.
- La Naissance de Vénus, - Museo Grobet-Labadié, Marsiglia.
- Le Baiser à la dérobée, - Museo dell'Ermitage, San Pietroburgo.
- Jeune fille aux petits chiens, - collezione privata.[10].
- La lettre, 1776, - collezione David Weill.
- La Bacchante endormie, 1770, - Louvre.
- La gimbelette, 1770, - coll. privata.
- Les amants heureux, 1771, Museo Frick, New York.
- La résistance inutile, - coll. David Weill.
- La leçon de dessin 1770, - coll. David Weill.
- La leçon de musique, 1769, - Louvre.
- La visite à la nourrice, 1780, - coll. privata.
- La toilette de Vénus, 1756, - coll. privata.
- Temple de Vesta à Tivoli, (disegno), - Museo di Besançon.
- L'étude, 1769, - Louvre.
- La Musique, 1769, - Louvre.
- Portrait de femme tenant un chien, 1771, - coll. privata.

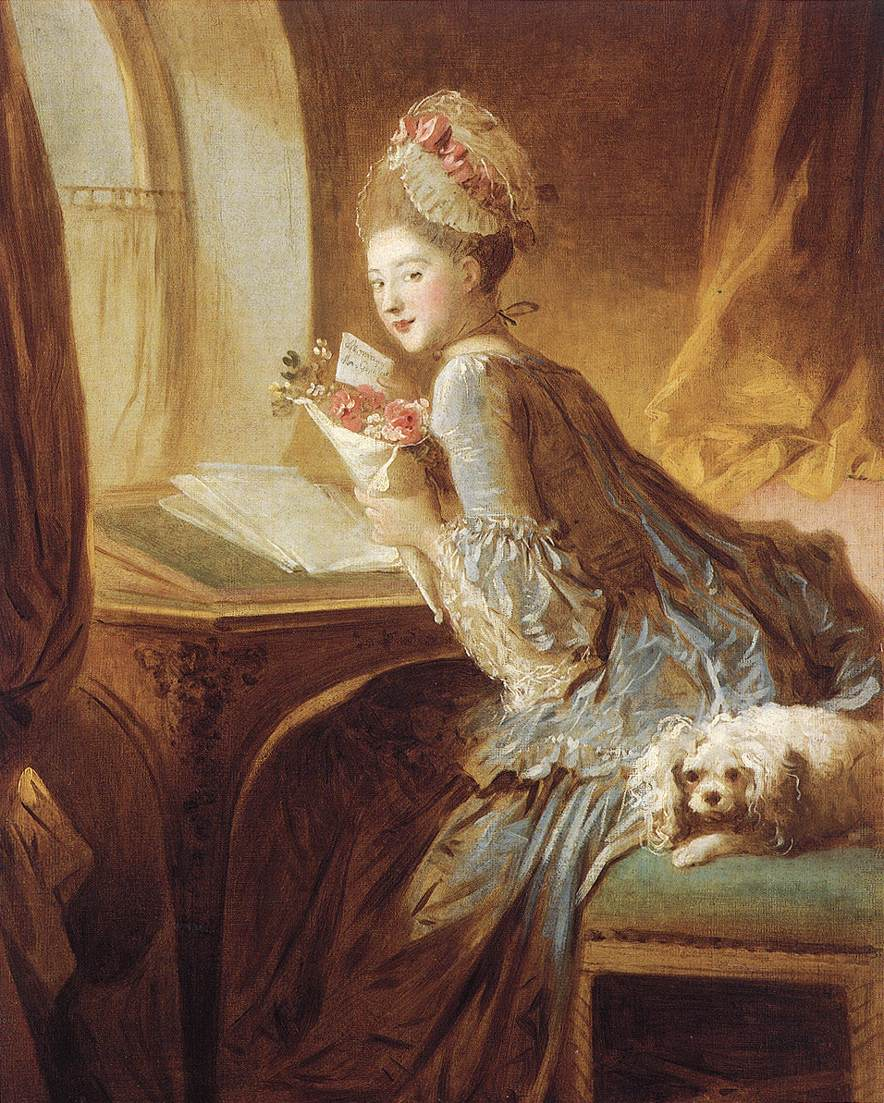
La lettera d'amore

- Portrait de M.lle Guimard, 1772, - coll. privata.
- M.lle Guimard jouant de la guitare, 1772, coll. privata.
- L'escalade et le Rendez-vous, 1773, - Museo Frick.
- Les sovenirs: les lettres d'amour, 1773, - Museo Frick.
- Madame Fragonard née Girard (acquarello), - Museo di Besançon.
- L'Orage, Louvre.
- Le concours, (disegno), 1773, - coll. privata.
- Le Temple de Diane à Pozzuoli, 1774, - coll. privata.
- Les parasols de la villa Pamphili, (seppia), 1774, - coll. privata.
- La lecture, (disegno), - Louvre.
- Les baisers maternels, 1774, - coll. privata.
- Le lever, 1778, - coll. privata.
- Autoritratto, - Louvre.
- Portrait de M.lle Colombe, - coll. privata.
- L'occasion saisie, (seppia), - coll. privata.
- L'enfant blond, - Wallace Collection, Londra.
- L'enfant aux cérises, - collezione David Weill.
- Fanchon la vieilleuse, 1785, - coll. privata.
- Le sacrifice de la rose, 1784, - coll. privata.
- Tête de jeune fille, 1784, - coll. privata.

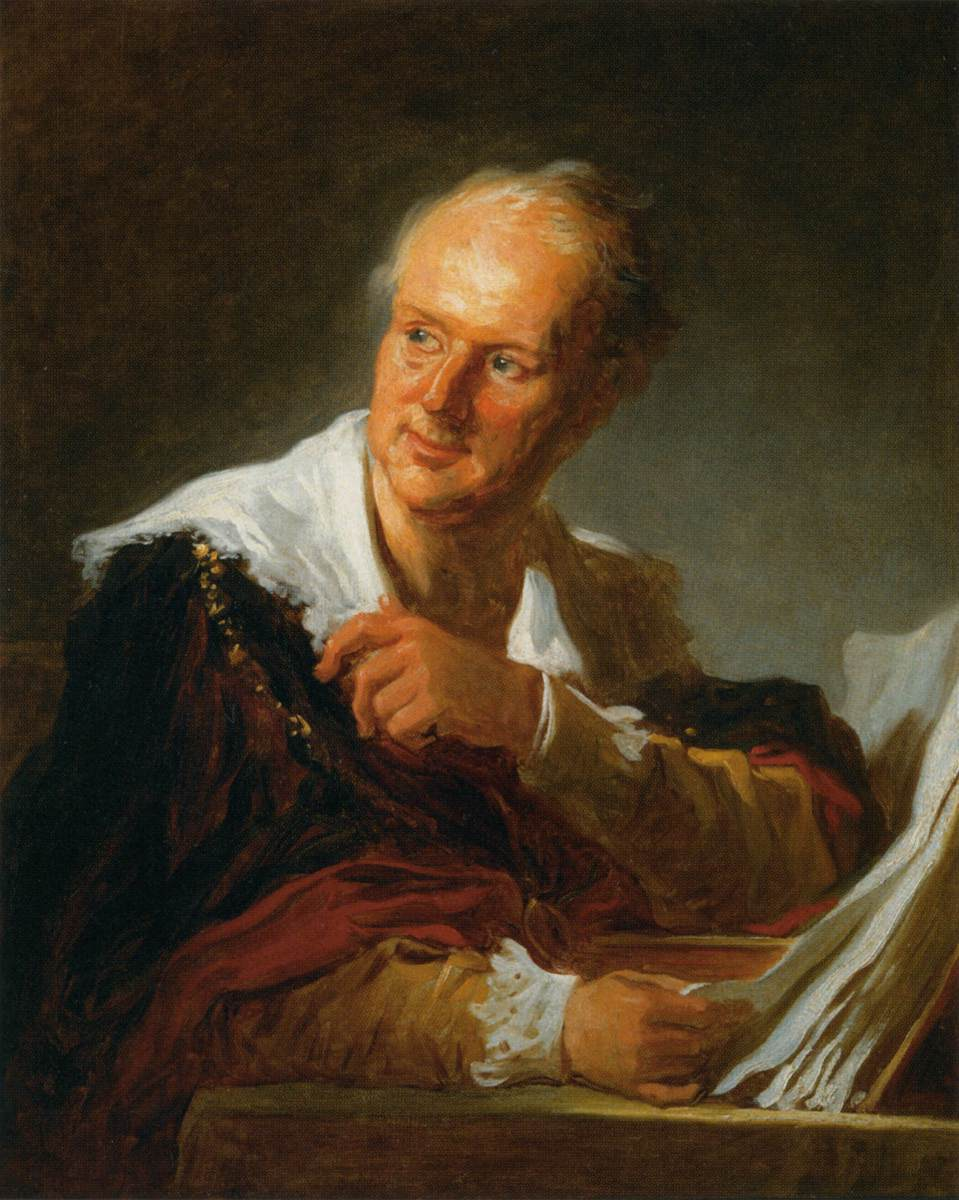
Presunto ritratto di Denis Diderot

Molte altre opere di Fragonard sono conservate alla Wallace Collection, tra cui: La fontana dell'amore, La maestra, Donna che incide il suo nome su un albero (titolo originale: Le Chiffre d'amour).
Oltre tredici opere si trovano inoltre al Louvre, fra cui: Corsus, Le bagnanti, L'ora del pastore (L'Heure du berger) e il celebre autoritratto intitolato L'Ispirazione (1769).
Altre opere ancora si trovano nei musei di Lilla, Besançon, Rouen, Tours, Nantes, Avignone, Amiens, Grenoble, Nancy, Orléans, Marsiglia e Chantilly.

## Mostre
- Fragonard , "Les Plaisirs d'un siècle", nel museo Jacquemart-André a Parigi, dal 3 ottobre 2007 al 13 gennaio 2008[12]
- Fragonard, Origines et influences. De Rembrandt au XXIe siècle, Barcellona, Caixa Forum, dal 10 novembre 2006 all'11 febbraio 2007[13]
- Les Fragonard de Besançon, Museo di Belle arti e Archeologia di Besançon, dall'8 dicembre 2006 al 2 aprile 2007.[14]
- Jean-Honoré Fragonard, disegni del Louvre, Museo del Louvre, dal 3 dicembre 2003 all'8 marzo 2004.[15].
- Fragonard, Musée Jacquemart André, Paris, dal 3 ottobre 2007 al 13 gennaio 2008
- Fragonard Dessinateur, Mostra al Museo di Belle arti di Caen dal 17 ottobre 2009 al 18 gennaio 2010.[16].

## Filatelia
- Nel 1939 un primo francobollo per la creazione d'un museo postale, (valore 40 cent. e soprattassa di 60 cent., bruno-lilla e bruno-seppia, rappresentante "L'inspiration favorable", da un'opera di Fragonard[17]) fu emesso dalle poste. Portava il n° YT 446.
- Nel 1962 due francobolli sono stati emessi per la Croce Rossa; il primo, lilla-bruno (valore 20 cent. e 10 cent. di soprattassa), rappresentava "Rosalie", e il secondo, verde, (valore 25 cent. e 10 cent. di soprattassa), riproduceva "L'enfant en Pierrot". Furono messi in vendita l'8 dicembre a Angoulême. Portavano il n° YT 1366 e 1367.
- Nel 1972 un francobollo da 1 franco, policromo, rappresentante "L'étude" è stato emesso dalle poste. Posto in vendita a Parigi il 22 gennaio. Portava il n° YT 1702[18].

## Galleria d'immagini

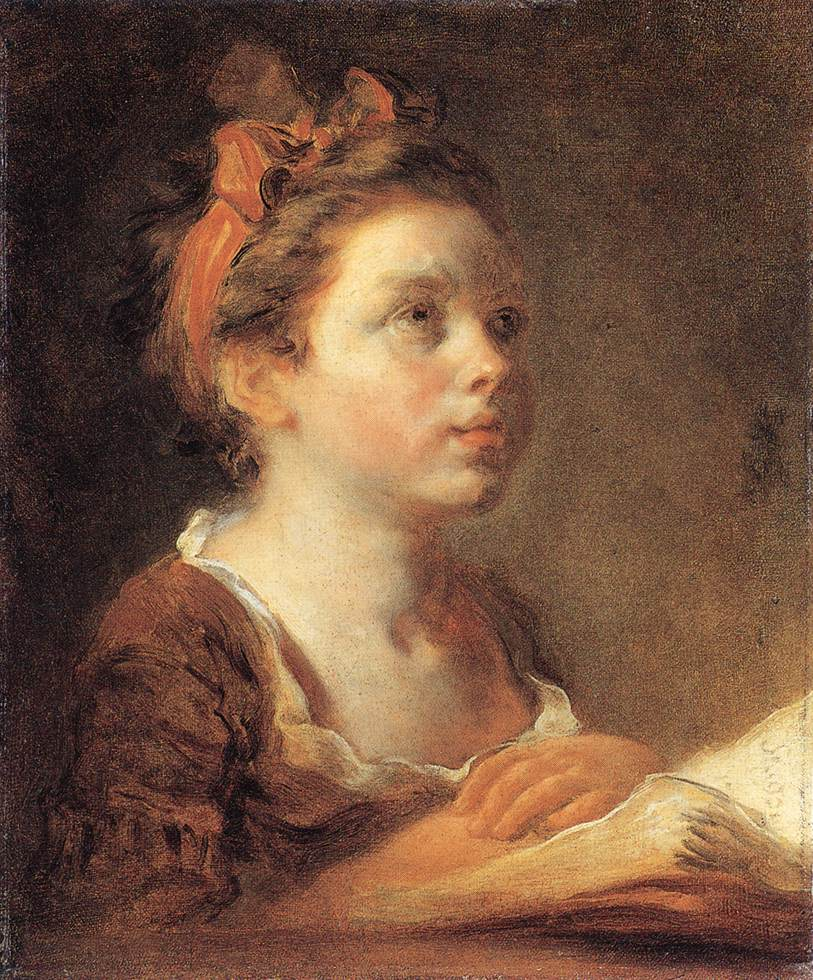
Scolaretta
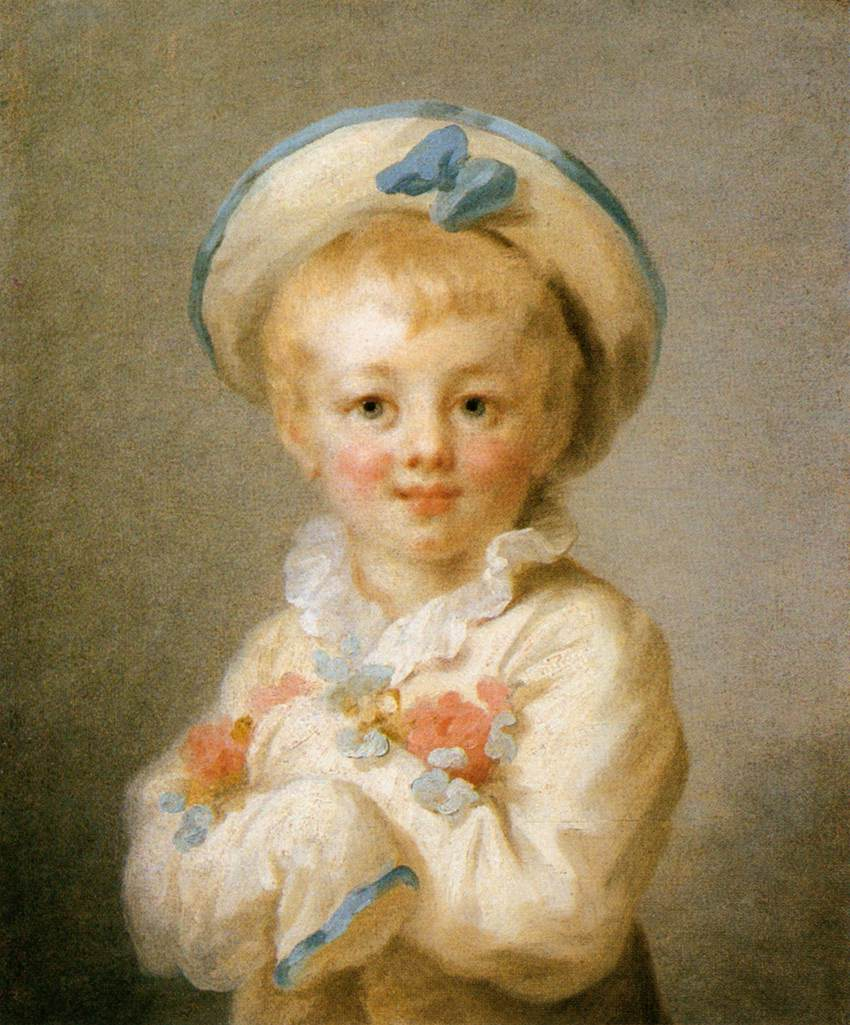
Bambino vestito da Pierrot
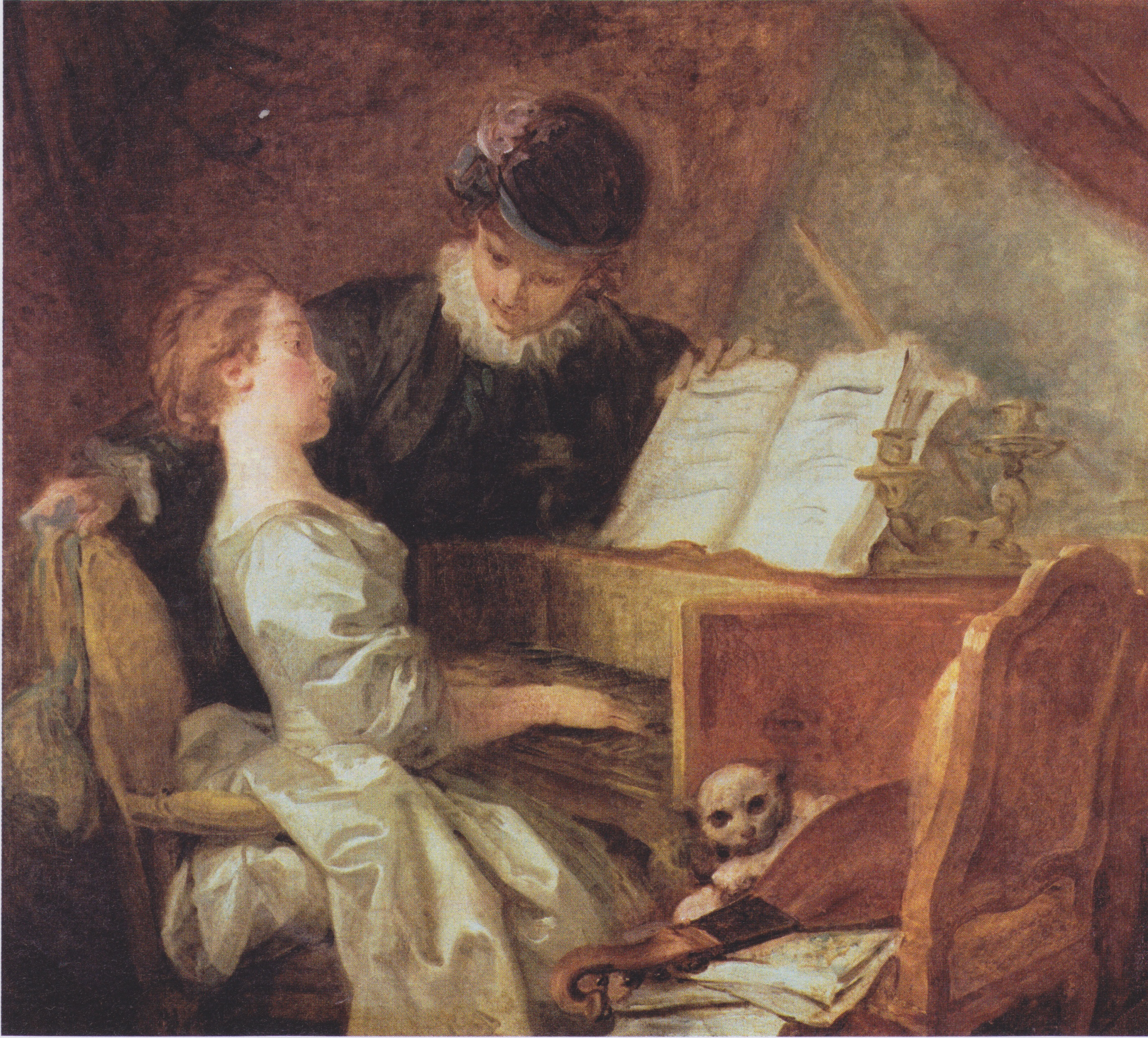
La lezione di musica
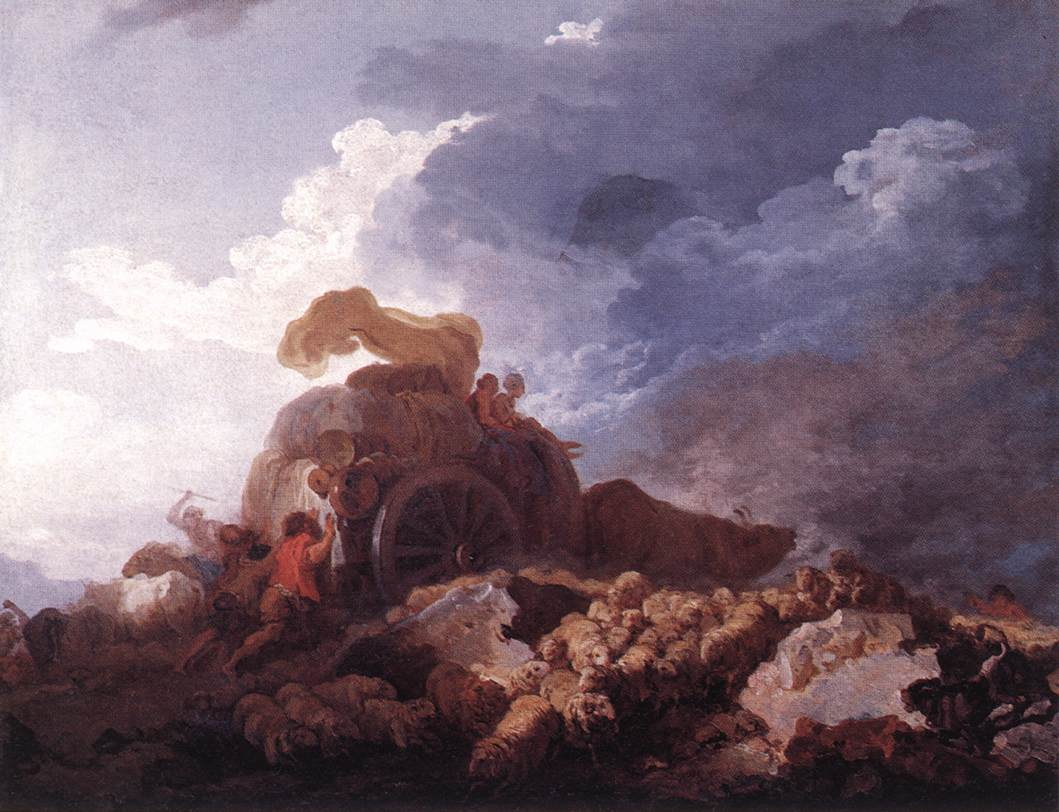
Il temporale
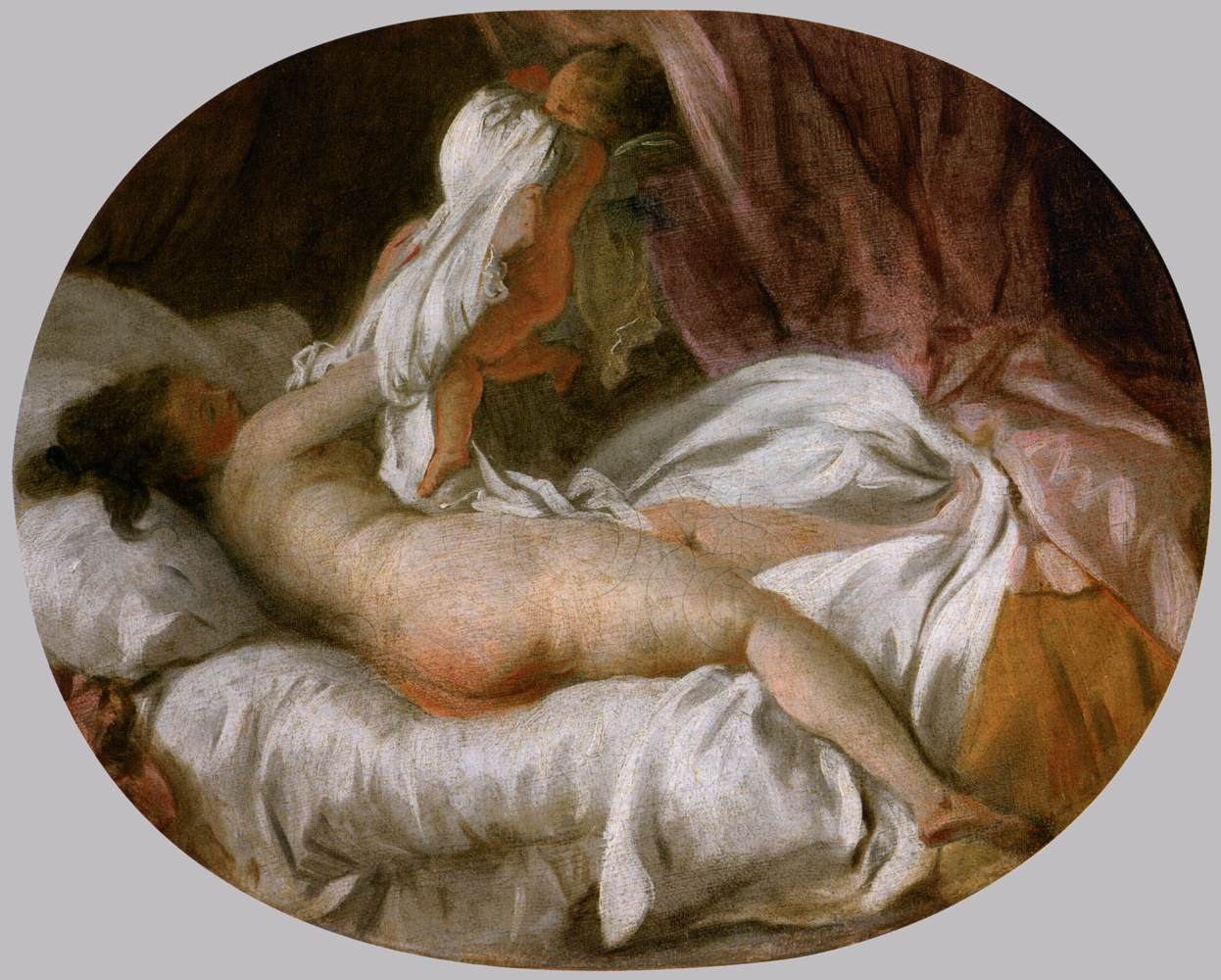
La camicia levata

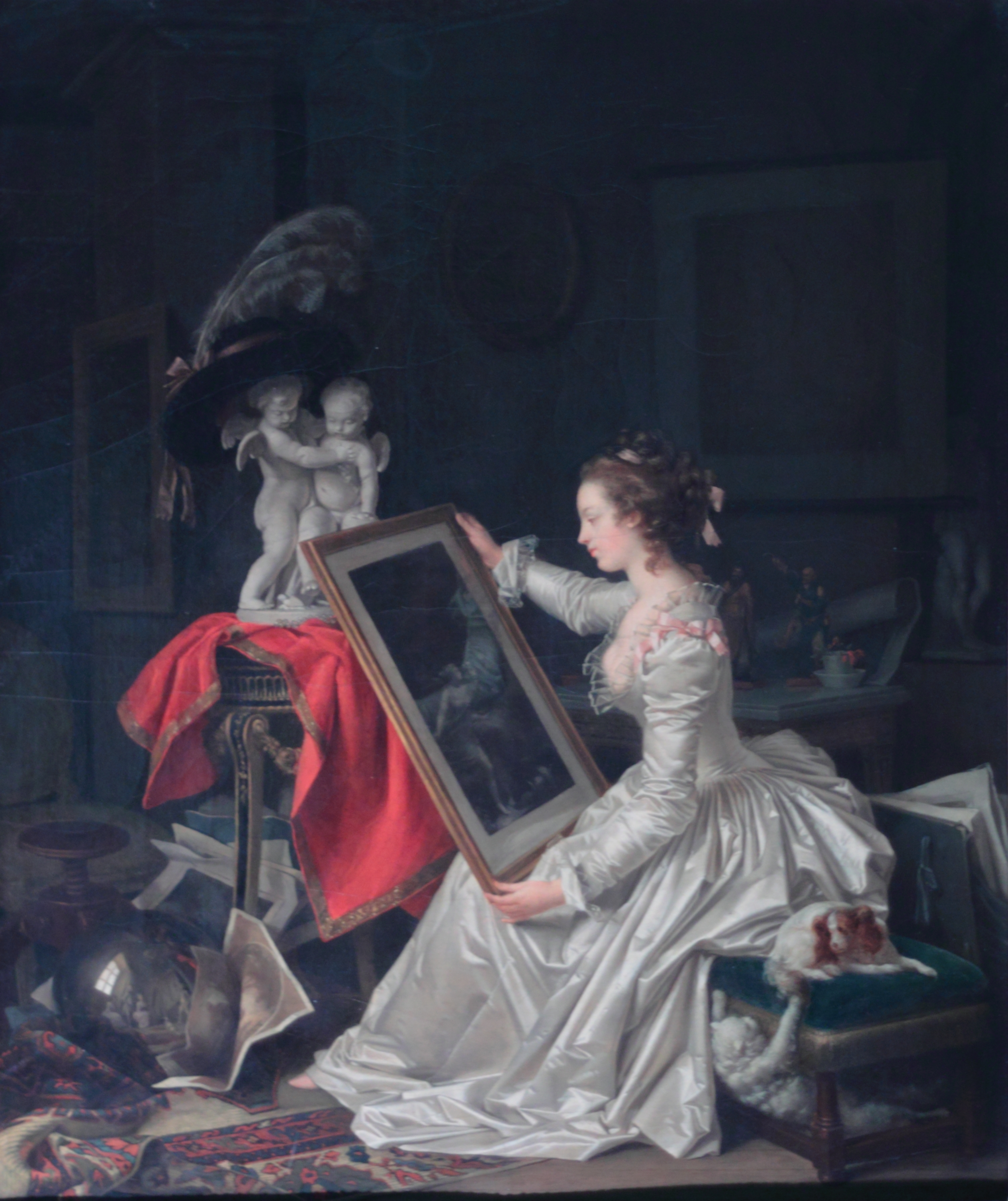
L'allieva interessante
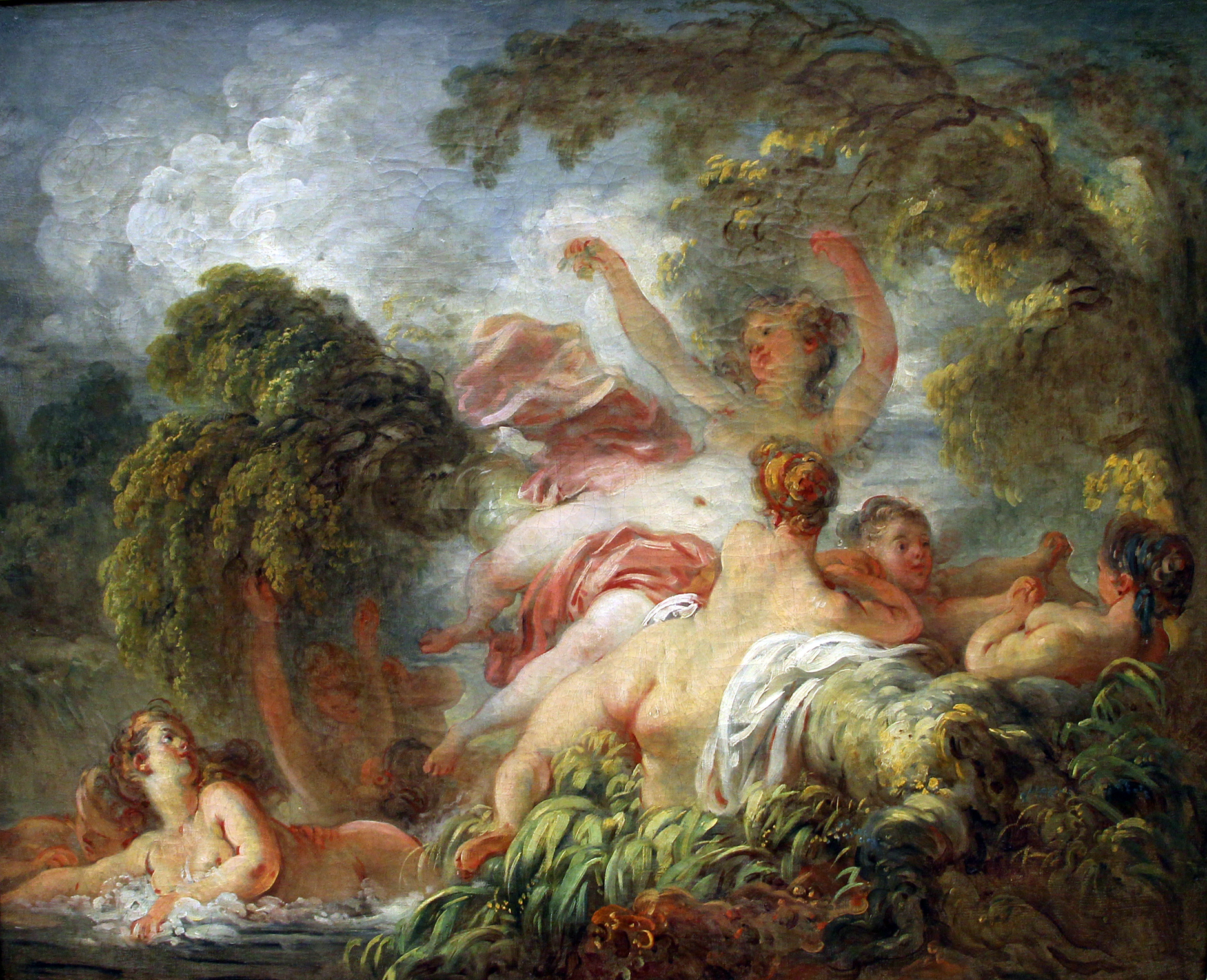
Le bagnanti
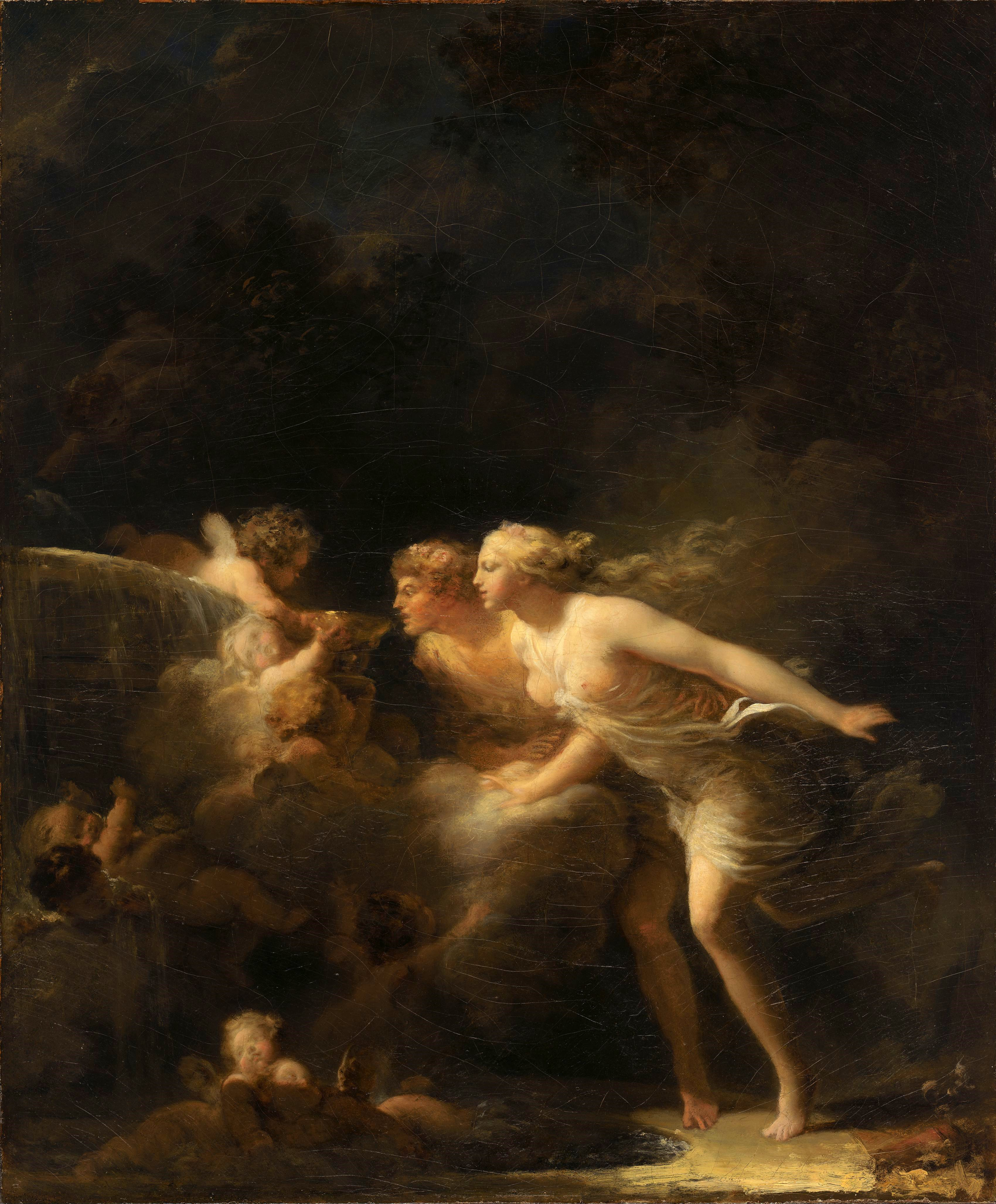
La fontana dell'amore
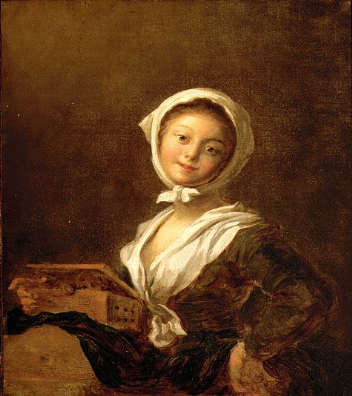
Ragazza col fazzoletto sul capo
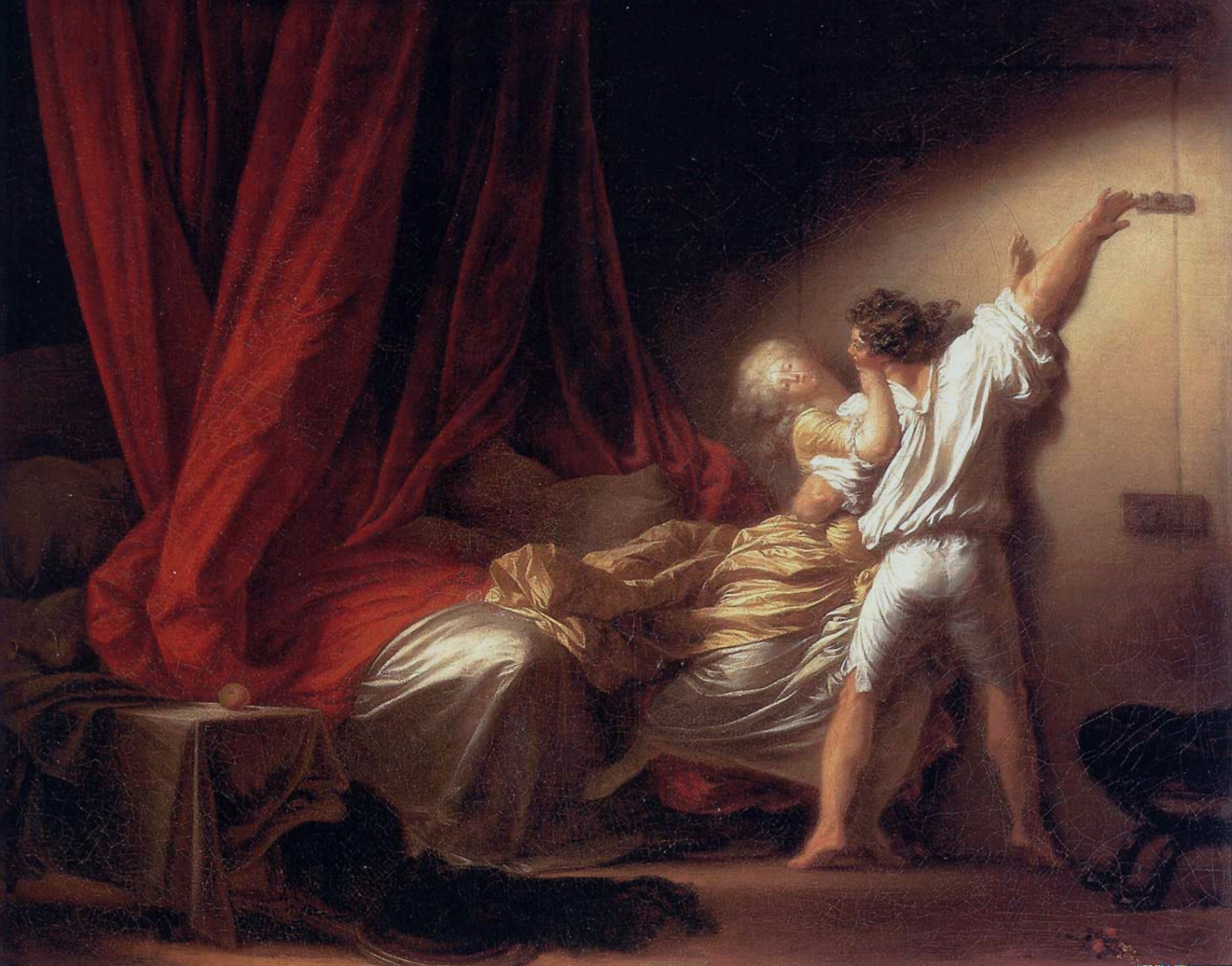
Il chiavistello
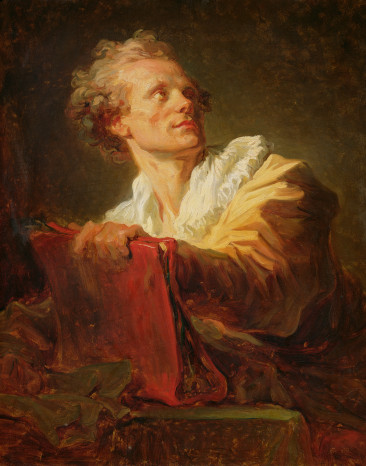
Ritratto di un giovane artista (probabilmente Jacques-André Naigeon, pubblicista e philosophe illuminista amico di Diderot)